# Plecia disparis
Plecia disparis är en tvåvingeart som beskrevs av Hardy 1942. Plecia disparis ingår i släktet Plecia och familjen hårmyggor. Inga underarter finns listade i Catalogue of Life.